# Aquilegia vitalii
Aquilegia vitalii är en ranunkelväxtart som beskrevs av Gamajun.. Aquilegia vitalii ingår i släktet aklejor, och familjen ranunkelväxter. Inga underarter finns listade i Catalogue of Life.